# Siphamia cephalotes
Siphamia cephalotes és una espècie de peix pertanyent a la família dels apogònids.

## Descripció
- Pot arribar a fer 5 cm de llargària màxima.[6][7]

## Hàbitat
És un peix marí, bentònic, bentopelàgic i de clima temperat (25°S-45°S) que viu entre 0-7 m de fondària als fons tous de les badies costaneres i els trams inferiors dels estuaris.

## Distribució geogràfica
Es troba a l'Índic oriental: és un endemisme del sud d'Austràlia (des de Shark Bay -Austràlia Occidental- fins a Byron Bay -Nova Gal·les del Sud-).

## Observacions
És inofensiu per als humans.